# 黃禮鉁

黃禮鉁（？—？）為中國清朝武官官員，本籍福建宁德县。黃禮鉁於1859年（咸豐九年）奉旨接替呂大陞，於台灣地區擔任台灣水師協副將。而隸屬台灣鎮之下的此官職是台灣清治時期的這階段，全台灣的海防軍事層級最高武將，其統帥三標水營，數千名水師兵勇。
| 前任： 呂大陞 | 台灣水師協副將 1859年上任 | 繼任： 王國忠 |